# سيتو رغدات محمد
سيتو رغدات محمد (بالفرنسية: Sittou Raghadat Mohamed)‏ (من مواليد 6 يوليو 1952) هي وزيرة سابقة في جزر القمر ونائبة رئيس جزر القمر، وأول امرأة في جزر القمر يتم تعيينها في منصب حكومي كبير، كوزيرة الدولة لشؤون السكان حيث وصفتها وسائل الإعلام في جزر القمر بأنها «رمز لنضال المرأة القمرية»، كما تُعتبر رائدة وقدوة للنساء في جزر القمر، وهي أول وزيرة ونائبة منتخبة في جزر القمر.

## حياتها المُبكرة
وُلدت سيتو رغدات محمد في 6 يوليو 1952 في أنجوان بجزر القمر.

## حياتها المهنية
عملت رغدات محمد كمدرسة لعدة سنوات، حيث درّست اللغة الفرنسية والتاريخ والجغرافيا في مختلف المدارس الثانوية والكليات في جزر القمر.
وفي أغسطس 1991، أصبحت أول امرأة من جزر القمر يتم تعيينها في منصب حكومي رفيع، كوزيرة الدولة لشؤون السكان وأحوال المرأة، من قبل الرئيس سعيد محمد جوهر.
ومن عام 1991 إلى عام 1996، تحملت رغدات محمد مسؤوليات سياسية عالية، منها: انتخاب المفوض السامي المعني بأوضاع المرأة، ووزير الشؤون الاجتماعية، والمستشار الخاص لرئيس الجمهورية، ونائب الأمين العام للحكومة.
عملت رغدات محمد بالإضافة إلى أنشطتها السياسية كمدرسة في معهد تدريب المعلمين والبحث في مجال التعليم IFERE في جامعة جزر القمر ورئيس منتدى المعلمين في جزر القمر FAWECOM، وهو فرع من منظمة منتدى المعلمين الأفارقة غير الحكومية FAWE لعدة سنوات.
دعت رغدات محمد في الجلسة العامة للمؤتمر التي عقدت في 2 أيار / مايو 1994، وزير الشؤون الاجتماعية والسكان والعمالة والعمل إلى «دعم خطط التنمية المستدامة لحكومتها؛ والتغيير في عوامل الاقتصاد الكلي التي تؤثر على اقتصادات الدول النامية الصغيرة؛ وزيادة المساعدة الإنمائية الرسمية؛ والاهتمام بالتجارة التفضيلية».
أشارت رغدات محمد في الاجتماع الحادي عشر لمؤتمر الأمم المتحدة المعني بالمرأة في بيجين في أيلول / سبتمبر 1995، إلى إحراز تقدم كبير في «إدماج المرأة» في جزر القمر، مع تعيين المرأة في المحكمة العليا، والجمعية الوطنية، ولكن أن البلد يحتاج إلى التزامات مالية أكبر من العالم المتقدم لمعالجة الفقر وسوء التغذية والأمراض المعدية.
وُصفت رغدات محمد في عام 2001 كـ«ناشطة مكرسة».
تشغل سيتو رغدات محمد حاليًا منصب أمين عام الحزب السياسي من أجل الديمقراطية والتجديد RDR، وعضو مجلس بلدية لبلدية أواني (ندزوانى- جزر القمر).